# الحالي (مديرية)

تعديل مصدري - تعديل

مديرية الحالي إحدى مديريات مدينة الحديدة وثالث أكبر مديريات محافظة الحديدة في غرب اليمن. بلغ عدد سكانها 168071 نسمة عام 2004.